# Circondario di Casale Monferrato
Il circondario di Casale Monferrato era uno dei circondari in cui era suddivisa la provincia di Alessandria.

## Storia
In seguito all'annessione della Lombardia dal Regno Lombardo-Veneto al Regno di Sardegna (1859), fu emanato il decreto Rattazzi, che riorganizzava la struttura amministrativa del Regno, suddiviso in province, a loro volta suddivise in circondari.
Il circondario di Casale Monferrato fu creato come suddivisione della provincia di Alessandria; il territorio corrispondeva a quello della soppressa provincia di Casale Monferrato del Regno di Sardegna, appartenuta alla divisione di Alessandria.
Con l'Unità d'Italia (1861) la suddivisione in province e circondari fu estesa all'intera Penisola, lasciando invariate le suddivisioni stabilite dal decreto Rattazzi.
Il circondario di Casale Monferrato venne soppresso nel 1926 e il territorio assegnato al circondario di Alessandria.

## Geografia antropica

### Suddivisioni amministrative
Nel 1863, la composizione del circondario era la seguente:
- mandamento I di Casale (intra muros)
  - parte di Casale
- mandamento II di Casale (extra muros)
  - parte di Casale
- mandamento III di Balzola
  - Balzola; Morano sul Po; Villanuova di Casal Monferrato
- mandamento IV di Gabbiano
  - Gabbiano; Moncestino; Oddalengo Grande; Rosingo; Varengo; Villamiroglio
- mandamento V di Mombello
  - Cerrina; Mombello Monferrato; Montalero; Serralunga di Crea; Solonghello
- mandamento VI di Moncalvo
  - Grazzano; Moncalvo; Ponzano Monferrato; Salabue
- mandamento VII di Montemagno
  - Castagnole Monferrato; Grana Monferrato; Montemagno; Viariggi
- mandamento VIII di Montiglio
  - Castelvero d'Asti; Colcavagno; Corteranzo; Cunico; Montiglio; Murisengo; Piovà
- mandamento IX di Occimiano
  - Conzano; Giarole; Mirabello Monferrato; Occimiano; Terruggia
- mandamento X di Ottiglio
  - Casorzo; Cereseto; Olivola; Ottiglio; Sala Monferrato
- mandamento XI di Pontestura
  - Brusaschetto; Camino; Castel San Pietro Monferrato; Coniolo; Pontestura; Quarti
- mandamento XII di Rosignano Monferrato
  - Cellamonte; Ozzano Monferrato; Rosignano Monferrato; San Giorgio Monferrato; Treville
- mandamento XIII di Tonco
  - Alfiano Natta; Calliano; Penango; Tonco; Villa San Secondo
- mandamento XIV di Ticineto
  - Borgo San Martino; Bozzole; Frassineto; Pomaro Monferrato; Ticineto; Valmacca
- mandamento XV di Vignale
  - Altavilla Monferrato; Camagna Monferrato; Cuccaro Monferrato; Frassinello Monferrato; Fubine Monferrato; Vignale Monferrato
- mandamento XVI di Villadeati
  - Castelletto Merli; Oddalengo Piccolo; Rinco; Scandeluzza; Villadeati